# Brucepattersonius paradisus
Brucepattersonius paradisus е вид бозайник от семейство Хомякови (Cricetidae).

## Разпространение
Видът е разпространен в Аржентина.